# Selwyn Jepson
Selwyn Jepson, né le 25 novembre 1899 à Londres en Angleterre et mort le 10 mars 1989 dans le East Hampshire, est un écrivain et un scénariste britannique, auteur de roman policier.

## Biographie
Fils d'Edgar Jepson (en), écrivain et membre du Detection Club ayant participé à l'écriture de L'Amiral flottant sur la rivière Whyn, Selwyn Jepson fait des études à la St Paul's School de Londres et à l'université de Paris.
En 1922, Selwyn Jepson publie son premier roman policier, The Qualified Adventurer. En 1940, il fait paraître Keep Murder Quiet « considéré comme une variation du thème d'Hamlet ».
Comme scénariste, il est en activité dans les années 1930
Pendant la Seconde Guerre mondiale, Selwyn Jepson est membre du Special Operations Executive, un service secret britannique créé par Winston Churchill : il y exerce, à Londres en 1942 et 1943, la fonction de recruteur au sein de la section F, celle chargée de former et de conduire les réseaux de résistance action dits « Buckmaster » en France.
Panique ! (Man Running), paru en 1948, est adapté en 1950 au cinéma par Alfred Hitchcock sous le titre Le Grand Alibi (Stage Fright).
À partir des années 1950, Selwyn Jepson travaille surtout pour la télévision.

## Œuvre

### Romans

#### SérieIan MacArthur
- The Qualified Adventurer (1922) (autre titre Manchu Jade)
- That Fellow Macarthur (1923)

#### SérieEve Gill
- Man Running (1948) (autres titres Outrun the Constable, Killer by Proxy) Publié en français sous le titre Panique !, Éditions Albin Michel, coll. « Le Limier » no 36 (1951)
- The Golden Dart (1949)
- The Hungry Spider (1951)
- The Black Italian (1954)
- The Laughing Fish (1960) (autre titre Verdict in Question)
- Fear in the Wind (1964)

#### Autres romans
- Puppets of Fate (1922)
- The King's Red-Haired Girl (1923)
- Golden Eyes (1924) (autre titre The Sutton Papers)
- Rogues and Diamonds (1925)
- Snaggletooth (1926)
- The Death Gong (1927)
- Love - and Helen (1928)
- Tiger Dawn (1929)
- I Met Murder (1930) Publié en français sous le titre Voici le meurtrier, Éditions de la Nouvelle Revue Critique, coll. « L'Empreinte » no 57 (1935)
- Rabbit's Paw (1932) (autre titre The Mystery of the Rabbit’s Paw)
- Heads and Tails (1933), coécrit avec Michael Joseph
- Love in Peril (1934)
- The Wise Fool (1934)
- Keep Murder Quiet (1940)
- Riviera Love Story (1948)
- Tempering Steel (1949)
- Man Dead (1951)
- The Assassin (1956) Publié en français sous le titre Des agents secrets se retrouvent, Librairie Arthème Fayard, coll. « L'Aventure criminelle » no 64 (1959)
- A Noise in the Night (1957)
- The Third Possibility (1965)
- The Angry Millionaire (1969)
- Letter to a Dead Girl (1971)

### Nouvelles
- The Foolishness of Farrar Douglas (1922)
- Scoundrels (1922)
- Laughing Eyes (1922)
- The Virtue of William Brown (1922)
- Across the Years (1922)
- Two Smiles (1923)
- The Man in the Straw Hat (1923)
- The Eyeglass of Randolph James (1924)
- The Man Who Had Little to Say (1924)
- The Owl and the Pussycat (1924)
- The Empire Builder (1924)
- The Soft Spot (1924)
- The Impetus (1924)
- The Man Without a Complex (1924)
- Skeggs - Sentimentalist (1925)
- The Crown of the King (1925)
- The Luck of the Merton-Moores (1925)
- Happy Easter - Gentleman (1925)
- The Arbitrary Gulf (1925)
- Emma and the Erring Earl (1925)
- Emma and Edward the Eagle (1925)
- The Diamond Makers (1926)
- Innocence (1927)
- The Death Gong (1927)
- The Bulls (1927)
- Elizabeth Goes Away, No. 2: The Man with a Broken Heart (1928)
- Emma’s Christmas Fable (1928)
- At Midnight (1929)
- Culture B. (1930)
- The Acute Sentimentalist (1930)
- Heart Trouble (1930)
- Gun-Shy (1930)
- The Story (1930)
- Son of Ephraim (1930)
- Pandora of the River (1930)
- Bud Blossoms (1931)
- Night for Lovers (1931)
- Whatever Gods (1931)
- Joan Sandal (1931)
- Red Heels (1931)
- The Nose of Marcus Pratt (1931)
- The Fire-Dog (1931)
- The Hard Heart of Miss Teale (1931)
- The Horse-Shoe Crab (1932)
- The Night Man (1932)
- The Scardale Boy (1932)
- Dishonored (1933)
- Nor the Jury (1933) Publié en français sous le titre Et le jury non plus..., Paris, Éditions OPTA, Mystère magazine no 68 (septembre 1953) ; réédition dans le recueil 30 recettes pour crimes parfaits, Nantes L'Atalante, coll. « Bibliothèque de l'évasion » (1998)  (ISBN 2-84172-091-8)
- Mr. Gregory Asserts Himself (1933)
- Edelweiss (1933)
- The Man Who Made Pictures (1934)
- The Man Who Laughed at Last (1934)
- The Gold-Snatcher (1936)
- Mr. Panhook’s Gold (1936)
- A Thousand Bulls (1940)
- Rabbit for Lil (1947)
- Letter of the Law (1952) Publié en français sous le titre Lettre de faire-part, Paris, Éditions OPTA, Mystère magazine no 74 (mars 1954) ; réédition dans le recueil 30 recettes pour crimes parfaits, Nantes, L'Atalante, coll. « Bibliothèque de l'évasion » (1998)  (ISBN 2-84172-091-8)
- By the Sword (1952)

## Filmographie

### Adaptations au cinéma
- 1920 : Lady Noggs (en), film britannique réalisé par Sidney Morgan (en)
- 1926 : The Qualified Adventurer (en), film britannique réalisé par Sinclair Hill, adaptation de The Qualified Adventurer
- 1950 : Le Grand Alibi (Stage Fright), film britannique réalisé par Alfred Hitchcock, adaptation de Panique! (Man Running)

### Adaptation à la télévision
- 1964 : The Hungry Spider, épisode de la série télévisée britannique Detective réalisé par Michael Hayes (en), adaptation de The Hungry Spider

### Scénarios et histoires originales pour le cinéma
- 1933 : Going Gay, film britannique réalisé par Carmine Gallone
- 1933 : For Love of You, film britannique réalisé par Carmine Gallone
- 1934 : Money Mad (en), film britannique réalisé par Frank Richardson
- 1935 : The Riverside Murder (en), , film britannique réalisé par Albert Parker
- 1935 : The Love Test, film britannique réalisé par Michael Powell
- 1935 : Hyde Park Corner (en), film britannique réalisé par Sinclair Hill
- 1935 : Dark World (en), film britannique réalisé par Bernard Vorhaus
- 1936 : Well Done, Henry (en), film britannique réalisé par Wilfred Noy
- 1936 : Wedding Group, film britannique réalisé par Alex Bryce (en) et Campbell Gullan (en)
- 1936 : he Scarab Murder Case (en), film britannique réalisé par Michael Hankinson (en)
- 1936 : Toilers of the Sea, film britannique réalisé par Ted Fox et Selwyn Jepson
- 1938 : Sailing Along (en), film britannique réalisé par Sonnie Hale (en)
- 1954 : The Red Dress, film britannique réalisé par Lawrence Huntington et Charles Saunders
- 1954 : The Last Moment, film britannique réalisé par Lance Comfort

### Scénarios pour la télévision
- 1953 à 1956 : 6 épisodes de la série télévisée britannico-américaine Douglas Fairbanks, Jr., Presents (en)
- 1957 : 1 épisode de la série télévisée britannique Le Chevalier Lancelot (The Adventures of Sir Lancelot)
- 1968 : 1 épisode de la série télévisée britannique Detective
- 1965 : Power of Attorney, épisode de la série télévisée américaine Alfred Hitchcock présente (The Alfred Hitchcock Hour) réalisé par Harvey Hart

## Sources
: document utilisé comme source pour la rédaction de cet article.
- Claude Mesplède (dir.), Dictionnaire des littératures policières, vol. 2 : J - Z, Nantes, Joseph K, coll. « Temps noir », 2007, 1086 p. (ISBN 978-2-910-68645-1, OCLC 315873361), p. 38-39.